# Folha FM
Folha FM é uma emissora de rádio brasileira sediada em Campos dos Goytacazes, cidade do estado do Rio de Janeiro. Opera no dial FM, na frequência 98,3 MHz, oriunda da migração da AM 1270 kHz, que operou, entre 1956 e 2019, como Rádio Continental. Pertence ao Grupo Folha de Comunicação, que também controla o jornal Folha da Manhã a FM O Dia Macaé, a InterTV Planície (em parceria com a Rede InterTV, afiliada à Rede Globo) e a Plena TV.

## História
A Rádio Continental foi inaugurada em 29 de fevereiro de 1956, e pertencia ao empresário e deputado federal pelo então Distrito Federal Rubens Berardo. Em 1959, a emissora é vendida para o também empresário e deputado federal Mário Tamborindeguy, que foi seu proprietário até fevereiro de 1978, quando é adquirida pelos comunicadores Andral Tavares e Pereira Jr., que já detinham a Rádio Campos Difusora. Em 1983, o consórcio formado por Andral e Pereira se associa ao empresário e radialista Barbosa Lemos, e as duas rádios também passam a pertencê-lo. Porém, no ano seguinte, a Continental volta apenas para Andral Tavares. Em maio de 1988, a emissora é repassada ao Grupo Folha de Comunicação, que controla o jornal Folha da Manhã.
Na tarde de 14 de janeiro de 2018, o estúdio de gravação da emissora, localizado em sua sede no Centro de Campos dos Goytacazes, é atingido por um incêndio causado pela explosão de um ar-condicionado. Os agentes do Corpo de Bombeiros chegaram rapidamente ao local, impedindo que o fogo se alastrasse para outros setores da rádio. No momento um programa estava sendo gravado ao vivo.
Em 14 de dezembro de 2018, a Rádio Continental inicia o processo de migração para a faixa FM, passando a operar em caráter experimental pela frequência 98,3 MHz. A previsão foi de que a frequência AM fosse desligada em janeiro de 2019, o que só ocorreu em 28 de março. Neste dia, a emissora muda seu nome para Folha FM, visando uma maior sinergia com o grupo.